# Denis Alibec
Denis Alibec, född 5 januari 1991 i Mangalia, är en rumänsk fotbollsspelare (anfallare) som spelar för Kayserispor. Alibec representerar även Rumäniens landslag. 

## Klubbkarriär
I oktober 2020 värvades Alibec av turkiska Kayserispor.

## Landslagskarriär
Alibec debuterade för Rumäniens landslag den 11 oktober 2015 i en EM-kvalmatch  mot Färöarna. 

## Meriter

### I klubblag
Inter
- Italiensk mästare (1): 2009/2010[3]
- Italienska cupen (2): 2009/2010, 2010/2011[3]
- Italienska supercupen (1): 2010[3]
- Uefa Champions League (1): 2009/2010 [3]
- VM för klubblag (1): 2010[3]

 Astra Giurgiu
- Rumänsk mästare (1): 2015/2016[3]
- Rumänska cupen (1): 2013/2014[3]
- Rumänska supercupen (2): 2014, 2016[3]

### I landslag
Rumänien
- Med i truppen till EM 2016[4]